# Altmärkische Wische
Altmärkische Wische est une commune allemande de l'arrondissement de Stendal, Land de Saxe-Anhalt.

## Géographie
Altmärkische Wische comprend quatre quartiers principaux :
- Falkenberg avec Biesehof, Schallun und Wipperhof
- Lichterfelde avec Ferchlipp
- Neukirchen (Altmark) avec Schwarzhof
- Wendemark avec Borcherthof, Butterhof, Delkerhof, Elendshof, Engelshof, Neu Goldbeck, Parishof, Roggehof, Wiesenhof et Wöllmerstift

| Seehausen | Rühstädt            | Legde/Quitzöbel |
|           | Altmärkische Wische |                 |
| Osterburg |                     | Werben          |

## Histoire
Grâce à un accord de changement territorial, les conseils municipaux des communes de Falkenberg (19 janvier 2009), Lichterfelde (19 janvier 2009), Neukirchen (Altmark) (9 janvier 2009) et Wendemark (16 janvier 2009) décident que leurs communes seraient dissoutes et fusionnées dans une nouvelle commune appelée Altmärkische Wische. Cet accord est approuvé par l'arrondissement et entre en vigueur le 1er janvier 2010.

## Personnalités liées à la ville
- Friedrich Wilhelm Marpurg (1718-1795), compositeur né à Wendemark.
- Friedrich Wilhelm Bülow von Dennewitz (1755-1816), général né à Falkenberg.
- Dietrich Adam Heinrich von Bülow (1757-1807), écrivain né à Falkenberg.

## Source, notes et références
- (de) Cet article est partiellement ou en totalité issu de l’article de Wikipédia en allemand intitulé « Altmärkische Wische » (voir la liste des auteurs).